# Uraveli
Uraveli (en georgiano: ურაველი) es un pueblo de Georgia ubicado en el oeste de la región de Mesjetia-Yavajetia, parte del municipio de Ajaltsije. 

## Geografía
Uraveli se encuentra en el margen izquierdo del río Uraveli, a 17 km de Ajaltsije.  

### Clima
Uraveli es un balneario balneológico-climático, con inviernos fríos (la temperatura media en enero es -4 °C) y veranos moderadamente cálidos (la temperatura media en agosto es de 17 °C).   

## Demografía
La evolución demográfica de Uraveli entre 2002 y 2014 fue la siguiente:
| 768                                             | 660 |
| (Fuente: Population of Georgia in Soviet times) |     |

Según el censo de 2014, el 99,1% de la población son georgianos.

## Infraestructura

### Arquitectura, monumentos y lugares de interés
En el pueblo se pueden ver las ruinas de la iglesia de Uraveli, de la que quedan pocos restos. 